# David Joannes Pieter Hoeufft
Jhr. mr. David Joannes Pieter Hoeufft (Zierikzee, 2 november 1894 − 's-Gravenhage, 21 maart 1977) was een Nederlands rechter en secretaris van de Hoge Raad van Adel.

## Biografie
Hoeufft was een lid van het geslacht Hoeufft en een zoon van rechter jhr. mr. Willem Hendrik Hoeufft (1862-1917) en jkvr. Elisabeth Jacoba Lucia Junius van Hemert (1860-1918), lid van de familie Junius van Hemert. Hij trouwde in 1924 met jkvr. Johanna Josina Kenau van Asch van Wijck (1895-1979), lid van de familie Van Asch van Wijck, dochter van Tweede Kamerlid jhr. mr. Lodewijk Henrick Johan Mari van Asch van Wijck (1858-1934) en geboren op huis Prattenburg, met wie hij een dochter en een zoon kreeg.
Na het gymnasium te Middelburg ging Hoeufft rechten studeren aan de Universiteit Utrecht. Na zijn afstuderen werd hij advocaat te Dordrecht. Per 1 juli 1924 werd hij benoemd tot secretaris van de Hoge Raad van Adel; deze functie zou hij tot 1929 vervullen toen hij werd benoemd tot substituut-griffier bij de arrondissementsrechtbank te 's-Gravenhage. In 1938 werd hij benoemd tot rechter bij de rechtbank Dordrecht. Hij werd vervolgens in 1957 vicepresident bij die rechtbank tot hem per 1 oktober 1964 op verzoek eervol ontslag werd verleend.
Hoeufft was in 1926 benoemd tot bestuurslid van de Haagse afdeling van de Vereniging voor Volkenbond en Vrede.